# Marcel Kahn (linguiste)
Pour les articles homonymes, voir Marcel Kahn.
 (octobre 2021).
Si vous disposez d'ouvrages ou d'articles de référence ou si vous connaissez des sites web de qualité traitant du thème abordé ici, merci de compléter l'article en donnant les références utiles à sa vérifiabilité et en les liant à la section « Notes et références ».
Marcel C. Kahn, né en Alsace, est un traducteur français, mais aussi un spécialiste des cultures amérindiennes et nord-américaines.

## Biographie
Durant les années 1960-80, il traduit en français les premiers essais de Carlos Castaneda.
Il a aussi travaillé sur quelques documentaires cinématographiques.

## Essais et traductions
- 1970 : "Petit livre peau rouge" in L'Internationale Hallucinex, Le Soleil Noir, illustr. de José Ramon Sanchez
- 1972 : L'Herbe du diable et la petite fumée - Une voie Yaqui de la connaissance, trad. avec Nicole Ménant et Henri Sylvestre (The Teachings of Don Juan: a Yaqui Way of Knowledge, 1968) de Carlos Castaneda
- 1973 : Voir — Les Enseignements d'un sorcier yaqui (A Separate Reality — Further Conversations with Don Juan, 1971) de Carlos Castaneda
- 1974 : Le Voyage à Ixtlan (Journey to Ixtlan — The Lessons of Don Juan, 1972) de Carlos Castaneda
- 1978 : Le Livre du Hopi : histoire, mythe et rites des Indiens Hopis (Book of the Hopi,1963/1977) de Frank Waters
- 1988 : Klondike. La ruée vers l'or (Journey, 1987) de James A. Michener
- 1996 : L'Art de rêver. Les quatre portes de la perception de l'Univers (The Art of Dreaming, 1993) de Carlos Castaneda

## Documentaires
- 1988 : Powaqqatsi (Prod assoc.)
- 1985 : Chronos (Adaptation fr.)
- 1991 : Are We Alone ? Réal. avec Franco B. Bottinelli (Paradox Media & Why Not Productions)